# خنفساء (أسطورة)
الخنفساء (بالإنجليزية: Beetle)‏ حشرة من رتبة غمدية الأجنحة، لها زوجان من الأجنحة الأمامية متحرران إلى غمدين غليظتين يحميان الجسم، والخلفيان غشائيان. في الديانة المصرية القديمة كانت الخنفساء ولا سيما الذكر المسمى بالجعران Scarab الذي كان يرمز إلى الخلق التلقائی والتوالد من جديد - كثيرا ما ترتبط بالإله الأعظم رع، وتجلياته المختلفة.
أما في الديانة المسيحية فكثيرا ما ترتبط الخنفساء بالشيطان، وكثيرا ما ينظر إلى الخنفسة السوداء على أنها الشيطان الذي ياكل أرواح الخطاة.